# Ariadna viridis
Ariadna viridis är en spindelart som beskrevs av Embrik Strand 1906. Ariadna viridis ingår i släktet Ariadna och familjen sexögonspindlar.
Artens utbredningsområde är Namibia. Inga underarter finns listade i Catalogue of Life.